# Gibraltar Post
Gibraltar Post — англомовна газета, що виходила в Гібралтарі. Закриття Gibraltar Guardian пов'язують з конкуренцією з боку місцевих іспанськомовних газет, і цілком ймовірно, що Post спіткала подібна доля.